# 康斯坦丁·热瓦戈
康斯坦丁·瓦连京诺维奇·热瓦戈（羅馬化：Kostiantyn Valentynovych Zhevaho；1974年1月7日—）是乌克兰企业家、亿万富翁、政治人物。他曾于1998年至2019年间担任乌克兰最高拉达议员。2019年，他因涉嫌非法挪用金融和信贷银行的资金而被乌克兰政府通缉。2022年，热瓦戈在法国库尔舍韦勒被拘留。